# 57è Festival Internacional de Cinema de Berlín
El 57è Festival Internacional de Cinema de Berlín va tenir lloc entre el 8 i el 18 de febrer de 2007. El festival va obrir amb la pel·lícula d'Olivier Dahan La Vie En Rose i va tancar amb Angel de François Ozon. El director nord-americà Paul Schrader va ser el president del jurat del festival.
L'Os d'Or va ser atorgat a la pel·lícula xinesa Túyǎ de hūnshì dirigida per Wang Quan'an. Es van vendre un total de 224.181 entrades. El festival va oferir un Retrospective programme sobre les dones en l'era del cinema mut. Entre les pel·lícules projectades a la retrospectiva hi havia una versió restaurada en color de la pel·lícula Hamlet (1921), protagonitzada per Asta Nielsen, la pel·lícula italiana Cabiria (1914) i Berlin Alexanderplatz.

## Jurat

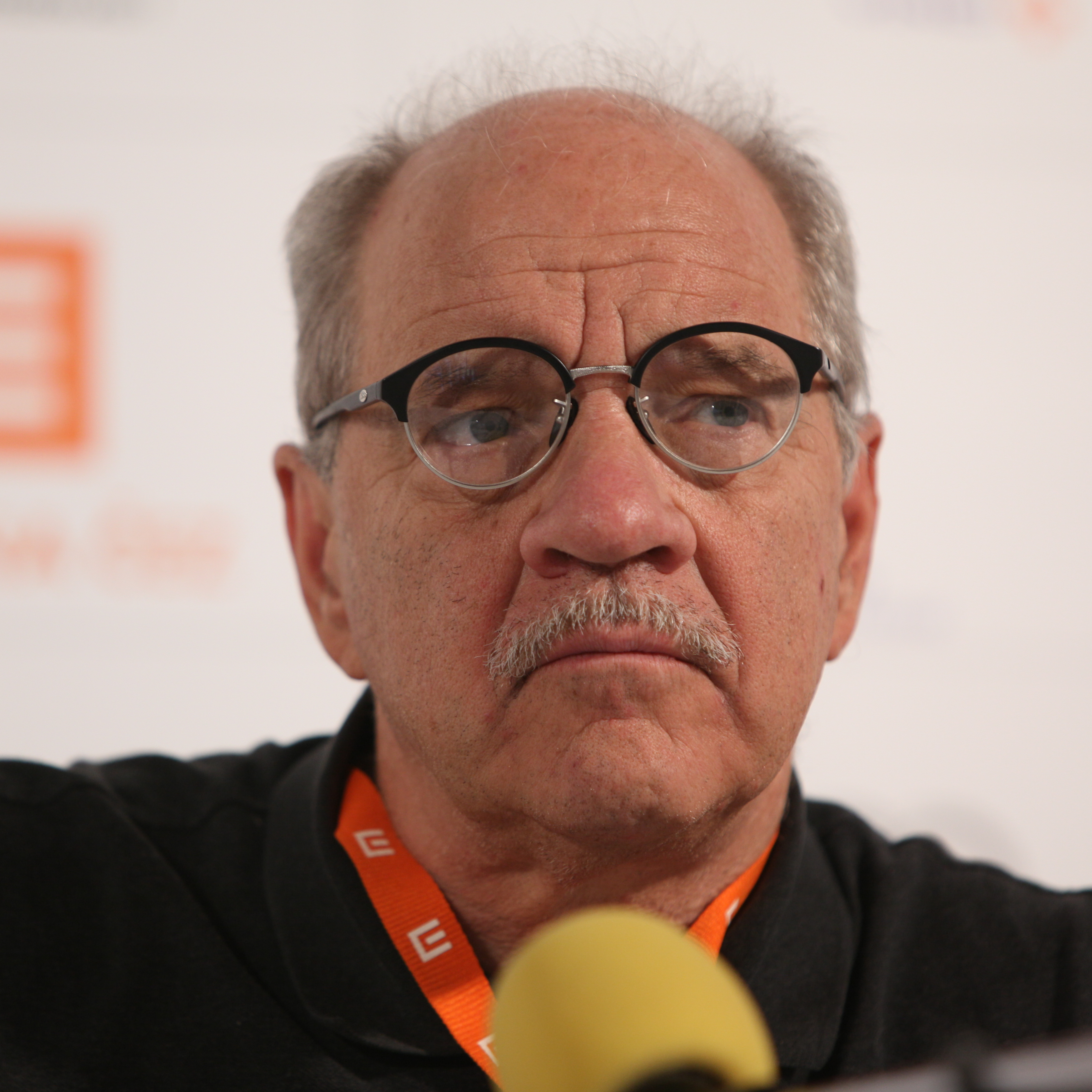
Paul Schrader, president del jurat

Les següents persones foren nomenades com a membres del jurat:
- Paul Schrader - President
- Hiam Abbass
- Mario Adorf
- Willem Dafoe
- Gael García Bernal
- Nansun Shi
- Molly Marlene Stensgaard
- Peace Anyiam-Fiberesima
- Riina Sildos
- Ying Ning

## En competició
Les següents pel·lícules van competir per l'Os d'Or i per l'Os de Plata:
| Títol original                               | Director(s)       | País                                             |
| -------------------------------------------- | ----------------- | ------------------------------------------------ |
| Angel                                        | François Ozon     | Regne Unit, França, Bèlgica                      |
| Beaufort (בופור)                             | Joseph Cedar      | Israel                                           |
| Bordertown                                   | Gregory Nava      | Estats Units, Regne Unit                         |
| Die Fälscher                                 | Stefan Ruzowitzky | Àustria, Alemanya                                |
| El otro                                      | Ariel Rotter      | Argentina, França, Alemanya                      |
| Goodbye Bafana                               | Bille August      | Bèlgica, Sud-àfrica, Regne Unit, Luxemburg       |
| Hallam Foe                                   | David Mackenzie   | Regne Unit                                       |
| Hyazgar                                      | Zhang Lu          | Corea del Sud, França                            |
| In memoria di me                             | Saverio Costanzo  | Itàlia                                           |
| Irina Palm                                   | Sam Garbarski     | Bèlgica, Luxemburg, Regne Unit, Alemanya, França |
| La Vie En Rose                               | Olivier Dahan     | França, Canadà                                   |
| Les témoins                                  | André Téchiné     | França                                           |
| Ne touchez pas la hache                      | Jacques Rivette   | França                                           |
| O Ano em Que Meus Pais Saíram de Férias      | Cao Hamburger     | Brasil, Argentina                                |
| Obsluhoval jsem anglického krále             | Jiří Menzel       | Txèquia, Eslovàquia                              |
| Lost in Beijing (苹果)                       | Li Yu             | R.P. de la Xina                                  |
| Saibogujiman kwenchana (싸이보그지만 괜찮아) | Park Chan-wook    | Corea del Sud                                    |
| The Good German                              | Steven Soderbergh | Estats Units                                     |
| The Good Shepherd                            | Robert De Niro    | Estats Units                                     |
| Túyǎ de hūnshì                               | Wang Quan'an      | R.P. de la Xina                                  |
| When a Man Falls in the Forest               | Ryan Eslinger     | Estats Units, Canadà                             |
| Yella                                        | Christian Petzold | Alemanya                                         |

## Premis

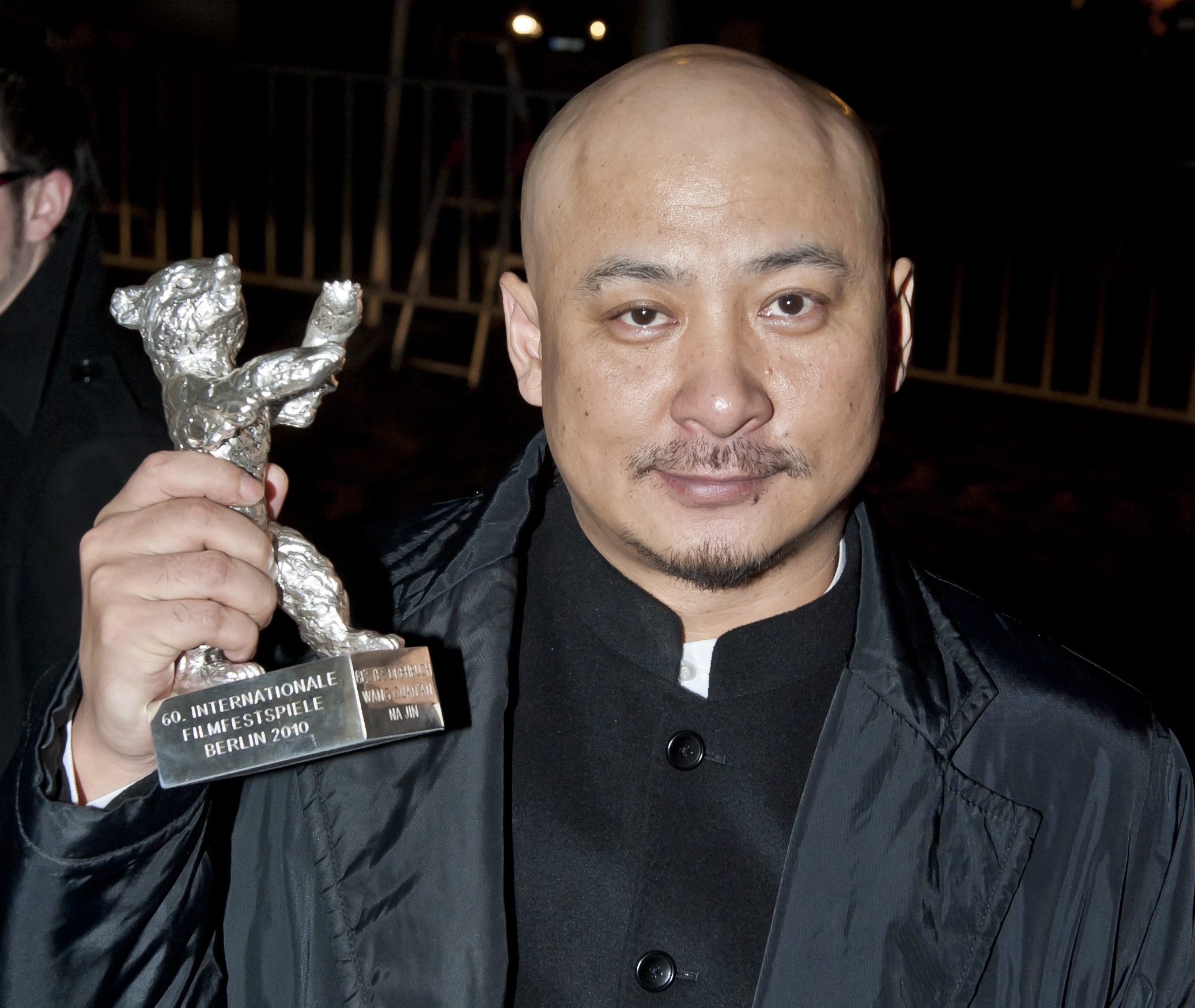
Wang Quan'an, guanyador de l'Os d'Or al festival

El jurat va atorgar els següents premis.

### Os d'Or
L' Os d'Or fou atorgat a Túyǎ de hūnshì de Wang Quan'an.

### Ossos de Plata
- Premi Especial del Jurat: Ariel Rotter per El otro
- Millor director: Joseph Cedar per Beaufort
- Millor actor: Julio Chávez per El otro
- Millor actriu: Nina Hoss per Yella
- Millor música: David Mackenzie per Hallam Foe
- Contribució artística excepcional: El repartiment de The Good Shepherd de Robert De Niro
- Premi Alfred Bauer: Park Chan-wook per Saibogujiman kwenchana
- Premi FIPRESCI: Obsluhoval jsem anglického krále de Jiří Menzel